# Clinical & Experimental Metastasis
Clinical & Experimental Metastasis, abgekürzt Clin. Exp. Metastasis,  ist eine wissenschaftliche Fachzeitschrift, die vom Springer-Verlag veröffentlicht wird. Die Zeitschrift ist ein offizielles Publikationsorgan der Metastasis Research Society und erscheint mit acht Ausgaben im Jahr. Es werden Arbeiten veröffentlicht, die sich mit der Forschung auf dem Gebiet der Metastasen beschäftigen.
Der Impact Factor lag im Jahr 2016 bei 3,144. Nach der Statistik des ISI Web of Knowledge wird das Journal mit diesem Impact Factor in der Kategorie Onkologie an 101. Stelle von 217 Zeitschriften geführt.